# 井口謙
井口 謙（いぐち けん、1995年11月25日 - ）は、RKB毎日放送のアナウンサー。山口県下関市出身。

## 経歴
山口県立下関西高等学校を経て、筑波大学卒業。筑波大学では陸上競技部中長距離ブロックに所属していた。
大学卒業後、RKB毎日放送に2018年4月に入社。入社1年目より今日感テレビのレポーターを務め、ラジオでも、カリメン2代目パーソナリティに就任するなど、多岐にわたって活躍する。趣味はランニングで、乃木坂46のファンである。好きな芸人はサカイストと、東京03。好きなJリーグチームはギラヴァンツ北九州（DAZN実況担当）。

## 嗜好・挿話
- 中田理奈（NHK福岡契約キャスター）とは、アナウンススクールの後輩にあたる[3]。

## 現在の担当番組

### テレビ
- RKBニュース（不定期）
- タダイマ!
- THE TIME,（TBSテレビ制作、福岡・佐賀地区中継担当）

### ラジオ
- RKB50ニュース（不定期）
- RKBエキサイトホークス(実況)

### インターネット配信
- Jリーグ中継 - ギラヴァンツ北九州ホームゲーム実況（DAZN、Lemino）

## 過去の担当番組

### テレビ
- 今日感テレビ

### ラジオ
- ホークス&スポーツ
- カリメン（2019年4月2日 - 2023年10月26日）